# Screaming for More
Screaming for More è una pubblicazione in versione DVD del duo musicale russo t.A.T.u., pubblicata il 24 novembre 2003 per le etichette Universal Music Russia e Interscope Records.

## Descrizione
Il DVD offre un'ampia selezione di materiale dei primi anni della carriera delle t.A.T.u., tra cui riprese del dietro le quinte, interviste, video musicali, l'esibizione del duo agli MTV Europe Music Awards 2002 e una raccolta di foto. È stato inizialmente pubblicato dalla Interscope il 24 novembre 2003 in Europa e Russia, e successivamente il 23 marzo 2004 in Canada e negli Stati Uniti d'America. La pubblicazione è inoltre disponibile nel formato VCD e possiede sottotitoli in lingua inglese, francese, tedesca, spagnola e portoghese.
Il DVD ha venduto più di un milione di copie.

## Tracce
Video musicali
1. All the Things She Said (Video) – 3:47
2. Ja sošla s uma (Video) – 3:47
3. All the Things She Said (Remix Video) – 4:03
4. Not Gonna Get Us (Video) – 4:00
5. Nas ne dogonjat (Video) – 4:02
6. Not Gonna Get Us (Remix Video) – 3:56
7. 30 Minutes (Video) – 3:51
8. How Soon Is Now? (Video) – 3:17

Esibizioni e prove
1. Behind the Scenes with Julia and Lena (Part 1) – 6:34
2. Behind the Scenes with Julia and Lena (Part 2) – 4:27
3. Behind the Scenes with Julia and Lena (Part 3) – 5:48
4. MTV Europe Music Awards Countdown Performance – 3:56
5. Not Gonna Get Us (2002, Rehearsal Los Angeles, CA) – 4:20
6. Photo Gallery

Contenuti bonus
1. Q&A with Julia and Lena – 2:57